# Ihno Alberts
Ihno Alberts (* 30. Oktober 1910 in Pilsum; † 26. Juni 1985 in Norden, Ostfriesland) war ein deutscher Verwaltungsbeamter und Oberkreisdirektor des Landkreises Norden.

## Leben und Wirken
Ihno Alberts war der Sohn eines Deicharbeiters. Er hatte fünf Geschwister. Er hatte eine geringfügige Behinderung und ein versteiftes und verkürztes linkes Bein. Nach einem Besuch der Pilsumer Volksschule von 1917 bis 1926 lernte er bis 1929 an der Handels- und Gewerbeschule in Emden. Ab 1926 absolvierte er auch eine Berufsausbildung in der Kommunalverwaltung von Emden, für die er auch nach Schulende arbeitete.
Von 1931 bis 1932 hatte Alberts eine Stelle beim Landkreis Emden. Da die Kreise Emden und Norden vereint wurden, arbeitete er von 1932 bis 1938 als Angestellter in der Verwaltung des Kreis Norden, anschließend dort als Beamtenanwärter. Er wurde als sehr talentiert und äußerst ehrgeizig eingeschätzt und stieg in der Verwaltung schnell auf. Er lernte fünf Semester an der Verwaltungsakademie und bestand 1935 innerhalb weniger Monate die Erste und Zweite Verwaltungsbeamtenprüfung, beide mit guter Abschlussnote.
Ab dem 15. August 1938 arbeitete Alberts als Stadtinspektor, danach als Stadtoberinspektor in Glückstadt. Zu Beginn des Zweiten Weltkriegs galt er aufgrund der leichten Behinderung als „nur arbeitsverwendungsfähig“. 1939 wurde er als Verwaltungsfachkraft vom Militärdienst zurückgestellt. Am 1. September 1940 wechselte er als Stadtoberinspektor nach Teschen. Von 1944 bis zum 1. Mai 1945 war er dort als Direktor der Stadtverwaltung tätig. Begleitend hierzu unterrichtete er drei Jahre an der Verwaltungsbeamtenschule in Breslau Verwaltungskunde, Gemeindewesen, Gemeinde- sowie Beamtenrecht.
Alberts war vor 1933 in die SPD eingetreten, wechselte aber zum 1. Mai 1933 zur NSDAP (Mitgliedsnummer 3.170.384). Er übernahm in der Partei keine Ämter. Sein Vorgesetzter in Teschen stellte 1947 ausdrücklich fest, dass sich Alberts distanziert zum Nationalsozialismus positioniert habe. Nachdem die Teschener Zivilverwaltung am 1. Mai 1945 aufgehoben worden war, begab sich Alberts auf einen 46 Tage dauernden Fußmarsch gen Westen und wohnte anfangs in Emden. Anfang März  versuchte Alberts, eine Stelle bei der Regierung in Aurich zu bekommen. Regierungspräsident Jann Berghaus bezeichnete Alberts Leistungen als „weit über dem Durchschnitt liegend“ und sprach mit dem Zeugnis von Alberts ehemaligen Vorgesetzten Walter Bubert eine Empfehlung an den Landkreis Norden aus.
Am 28. März 1946 übernahm Alberts die Leitung der Kommunalaufsicht und des Personalamtes des Norder Landratsamtes. Am 28. August 1947 wurde er vertretungsweise zum stellvertretenden Oberkreisdirektors berufen und am 3. Februar 1948 regulärer stellvertretender Oberkreisdirektor. 1951 wurde er bei unverändertem Aufgabenbereich zum Kreisverwaltungsrat ernannt. Der Kreistag bestätigte ihn und seinen Vorgesetzten 1953 einstimmig lebenslang in ihren Ämtern.
Nach einer Erkrankung des Oberkreisdirektors Meint Janssen übernahm Alberts im Januar 1959 dessen Aufgaben. Der Kreistag wählte ihn am 28. März 1960 einstimmig ohne vorherige Stellenausschreibung zum Oberkreisdirektor. Die vorgesehene Amtsperiode betrug zwölf Jahre. 1972 wurde er einstimmig für weitere sechs Jahre im Amt bestätigt.
Alberts beschäftigte sich zumeist mit der Gebiets- und Verwaltungsreform, mit der er Landkreis Norden aufgelöst werden sollte. Im Rahmen des Landesplanungsbeirates der Regierung in Aurich versuchte er, letztlich erfolglos, dies abzuwenden. Die Auflösung des Landkreises wurde am 31. Juli 1977 vollzogen. Alberts, dessen Amtszeit Zeitpunkt eigentlich erst ein Jahr später enden sollte, bat daraufhin, beurlaubt zu werden.

## Bedeutung für den Landkreis Norden
Alberts unterstützte den Fremdenverkehr sehr und bemühte sich, die Wirtschaft darüber hinaus auf eine breitere Basis zu stellen. Er hatte maßgeblichen Anteil daran, dass die Olympia-Werke 1970 eine Niederlassung in Tidofeld einrichteten. Von 1960 bis 1970 ersetzte der Landkreis nahezu alle Kreisstraßen. Außergewöhnliche Neubauten, die während seiner Dienstzeit entstanden, stellten
- die Kreismittelschule Pewsum (1960/1961)
- das Kreiskrankenhauses Norden mit drei Schwesternwohnheimen (ab 1962)
- ab 1963 das Kreishaus II,
- im Jahr 1965 ein Schwesternwohnhauses beim „Helenenstift“ in Hage,
- eine Schulsportanlage bei der Kreisrealschule in Dornum (1966)
- die Kreisrealschule in Norden (1968)
- ab 1969 das Altenwohnheim „Helenenstift“ in Hage
- ab 1970 der Krankenhaus-Kindergarten

dar.

## Ehrenamtliches Wirken
Neben der Tätigkeit als Oberkreisdirektor engagierte sich Alberts ehrenamtlich. Er gehörte circa 30  gemeinnützigen Verbänden oder Organisationen und interessierte sich auch sehr für Kultur. So regte er mehrere Publikationen zur Historie und aktuellen Geschehnissen in seinem Landkreis an. Auf seinen Einsatz hin bekamen alle Gemeinden des Kreises Norden ein eigenes Wappen. In der Ostfriesischen Landschaft, der er viele Jahre angehörte, fungierte er von 1971 bis 1983 als Landschaftsrat.

## Ehrungen
Nach der Sturmflut 1962 half Alberts, deren Auswirkungen zu bekämpfen. Der Landesverband Niedersachsen des Deutschen Roten Kreuzes (DRK) verlieh ihm für dieses Engagement 1966 mit der dem Ehrenkreuz, das die höchste Auszeichnung des DRK darstellt. Im selben Jahr bekam er für sein Engagement zur Unterstützung des Fremdenverkehrs die Graf-von-Luckner-Plakette der Störtebecker-Gilde.
Über weitere Auszeichnungen hinaus erhielt Alberts 1973 den Verdienstkreuz 1. Klasse der Bundesrepublik Deutschland.

## Familie
Alberts war zwei Mal verheiratet. Er ehelichte zunächst Jenny Ellen, deren Vater Gerhard Ellen in Emden-Wolthusen als Bauunternehmer tätig war. Im August 1939 bekam das Ehepaar einen Sohn. Alberts erste Ehefrau starb am 17. Mai 1964. In zweiter Ehe heiratete er am 24. September 1965 die Ute Köppen (* 1945 in Emden). Aus dieser Ehe gingen zwei Töchter hervor.